# Gaston Charles Pierre de Lévis de Mirepoix
Gaston Pierre Charles de Lévis (ur. 2 grudnia 1699, zm. 24 września 1757 w Montpellier) – francuski dyplomata i wojskowy, książę de Mirepoix od 1751, marszałek Francji od 1757.
W roku 1702 odziedziczył tytuł pana (seigneur) de Mirepoix gdy zmarł jego ojciec Gaston Pierre de Lévis II. Jego żoną została Anne Gabrielle Henriette Bernade de Rieux, która była wnuczką bardzo bogatego finansisty Samuela Bernarda.
Wysłany do Wiednia w 1738 jako ambasador nadzwyczajny, uzyskał 18 listopada 1738 zgodę cesarza Karola VI na to, by Stanisław Leszczyński otrzymał zadośćuczynienie za stracony tron polski w postaci Lotaryngii, co było ogromnym dyplomatycznym sukcesem.
W latach 1738–1739 był ambasadorem nadzwyczajnym w Londynie. Powrócił do Paryża pod koniec roku 1739, gdzie w uznaniu zasług dyplomatycznych mianowany został marszałkiem polnym (Maréchal de Camp). W latach 1749–1755 znów był ambasadorem w Londynie.
Uczestniczył we wszystkich niemal walkach w Czechach, gdzie jego przełożonym był Maurycy Saski. W 1751 uczyniony księciem. W 1757 marszałkiem Francji.